# Speed sail
Pour les articles homonymes, voir Sail.
 (juin 2008).
Si vous disposez d'ouvrages ou d'articles de référence ou si vous connaissez des sites web de qualité traitant du thème abordé ici, merci de compléter l'article en donnant les références utiles à sa vérifiabilité et en les liant à la section « Notes et références ».

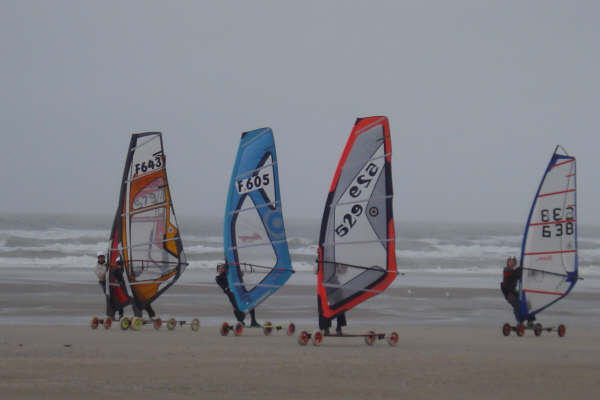
Speed sail

Le Speed-Sail (anglicisme, ou la planche à voile terrestre) est un sport de plein air  reconnu par la FFCV (Fédération française de char à voile) sous le nom de « classe 7 ». Il se pratique essentiellement sur les plages du nord et de la côte atlantique. Le Speed-Sail utilise le vent pour avancer et peut atteindre des vitesses de 80 à 90 km/h sur un matériel standard. C'est en quelque sorte une planche à voile sur sable.

## Historique
Arnaud de Rosnay eu l'idée de cette invention en région parisienne,  plus exactement à Feucherolles dans le 78. Il avait à l'époque un de ses amis qui fabriquait et distribuait des skateboard MAJOR. Parallèlement, faisant du surf à Biarritz avec son frère Joël de Rosnay, ils connaissaient bien Michel Barland qui chappait des planches de surf dans son atelier à Bayonne (les établissements Barland étaient à l'origine un atelier de mécanique). C'est donc Michel Barland qui a réalisé les tout premiers prototypes de Speed Sail dans l'hiver 76/77. Pour rouler Arnaud de Rosnay chercha une plage plus adaptée que celle de Biarritz et son choix se porta sur Le Touquet. C'est ainsi qu'en juin 1977, Arnaud de Rosnay est venu au Touquet pour valider les premiers prototypes Barland ... et qu'il rencontra Hervé Spriet. (source H. Spriet et speedsailstory.fr)
C'est au salon nautique de Paris en 1978 qu'Arnaud de Rosnay présente son invention. Après une série de démonstrations, notamment sur le parvis de la Défense à Paris, une cinquantaine d'adeptes vont s'affronter lors d'une première compétition en octobre de la même année sur la plage du Touquet.
La médiatisation de ce sport commence réellement en mars 1979 lorsqu'Arnaud de Rosnay tente la traversée du désert mauritanien, sous les couleurs du magazine VSD et de la chaîne télévisée Antenne 2. Environ 1 500 km seront parcourus entre Nouadhibou (Mauritanie) et Dakar (Sénégal).
Très vite, un noyau de coureurs se rassemble afin de promouvoir encore plus cette nouvelle discipline sportive. C'est ainsi que la Speed Sail Association fut créée en 1979 sous l'impulsion d'Hervé Spriet. Hervé Spriet se fait élire au comité de direction de la Fédération Française de Char à Voile et fait reconnaître le Speed Sail en 1984 sous le nom de Classe 7.
Hervé Spriet organise en octobre 1982 avec le concours de l'Office du Tourisme de Tunisie et de Reshot, un voyagiste tunisien, la première compétition internationale de Speed Sail sur le chott El Jerid (lac salé) dans le sud tunisien. 45 compétiteurs de 6 nationalités y participent. La couverture par la presse écrite et la télévision fut très importante. Le Speed Sail acquit ses lettres de noblesse à cette occasion.
La commercialisation du Speed-sail (marque déposée et protégée par un brevet) fut surtout réalisée grâce à Hervé Spriet qui commença la promotion de cette discipline avec la société de son beau-père "Norbert Blanc", pour devenir en 1982 "Norbert Blanc Sport". En 2001, Hervé Spriet céda sa société à Jean-Baptiste Lefoulon (cofondateur de l'ex site web ridingzone.com) qui reprit le flambeau et continue actuellement de commercialiser le Speed-Sail d'origine avec la société Norblan, accessible sur le site www.speedsailshop.com/ (source H. Spriet et speedsailstory.fr). 
En avril 1988, sur le lac salé Chott EL Djérid, en Tunisie, Guy Lemonnier tenta d'établir un record du monde de vitesse en Speed- Sail, mais cette dernière ne pu aboutir (source H. Spriet et speedsailstory.fr). 

## ACSS (Association classe Speed Sail )
La ACSS a pour objectif de représenter les pratiquants de speed sail auprès des instances fédérales telles la FFCV et la FISLY.
Elle met en place une communication entre les différents speed sailers de France et organise un échange avec les speed sailers étrangers.
La Speed Sail Association fut créée en 1979.
Le speed sail est reconnu par les instances fédérales sous le nom de Classe 7.

## Matériel
Un speed sail est composé :
- d'un gréement de planche à voile (la taille de la voile est adaptable en fonction de la force du vent),
- d'une longue planche type skate board avec de grandes roues (différentes tailles existent mais la taille standard est de 1,90 m de long).

## Fonctionnement
Le principal lieu d'évolution des speed sailer est la plage mais l'on peut également rouler sur terre séchée, lac salé, parking (à condition d'en avoir l'autorisation), etc.
La propulsion de l'engin s'effectue par le vent qui gonfle la voile et fait avancer le speed sail.
Un speed sail peut se déplacer à toutes les allures comme le ferait un bateau (près, travers, largue…).
Le speed sail peut atteindre une vitesse équivalente à 90 km/h si l'on utilise une planche standard.
Le speed sail traditionnel est un skateboard gréée d'une voile, d'une bôme double et d'un mât articulé.

## Compétition

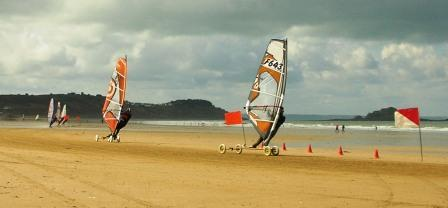
Grand prix speed sail (Pléneuf Val André, avril 08)

La pratique du speed sail en compétition nécessite la possession d'une licence délivrée par la Fédération (FFCV).
Différents types de compétitions existent et à différents niveaux:
- Championnat du monde : niveau international
- Championnat d'Europe : niveau international
- Championnat de France (le championnat de France peut être validé sur une seule étape ou sur l'ensemble des grands prix) : niveau national
- Grands prix Nationaux (chaque année 4 ou 5 Grands prix sont mis en place) : niveau national
- Championnat de ligue (constitué par l'ensemble des courses de ligues, environ 5 à 7 dans une saison sportive) : niveau régional
- Courses promotionnelles (raid, enduro, classique, slalom, relais…)

Déroulement d'une compétition:
1. Inscription
2. Briefing (le directeur de course fait l'appel des pilotes et explique le parcours à effectuer)
3. Départ lancé (les pilotes partent en franchissant la ligne de départ après un compte à rebours de 2 minutes)
4. Parcours (le parcours est composé de plusieurs bouées à contourner, les pilotes effectuent le maximum de tours en 30 minutes)
5. Arrivée (le pilote qui a effectué le plus grand nombre de tours et qui franchit la ligne le premier remporte la course)
6. Remise des prix

## Pratiques voisines
- Windskate (une planche de skateboard remplace le speed sail)
- Snowfunboard (pratiqué sur neige ou sur glace, des patins remplacent les roues)